# Comuna Harîtonivka, Korostîșiv
Harîtonivka (în ucraineană Харитонівська сільська рада) este o comună în raionul Korostîșiv, regiunea Jîtomîr, Ucraina, formată din satele Harîtonivka (reședința), Hlîbociok, Mamrîn, Rozkîdailivka, Rudnea și Smolivka.

## Demografie
Componența lingvistică a comunei Harîtonivka
     Ucraineană (97,88%)
     Rusă (2,05%)
     Alte limbi (0,07%)
Conform recensământului din 2001, majoritatea populației comunei Harîtonivka era vorbitoare de ucraineană (97,88%), existând în minoritate și vorbitori de rusă (2,05%).